# Люди бездны
«Люди бездны» (англ. The People of the Abyss) — книга социологических очерков американского писателя Джека Лондона, опубликованная в 1903 г.

## Содержание
Книга написана по результатам журналистского расследования, проведённого Джеком Лондоном в столице Британской империи. В своём предисловии он объяснил, что летом 1902 года добровольно опустился на «дно Лондона»: переодевшись и обретя внешность городского пролетария, он некоторое время жил и работал в кварталах Ист-Энда, чтобы собственными глазами увидеть степень лишений и повседневных опасностей, переживаемых социальными низами в столице мощнейшего государства мира. Автор подчёркивал, что провёл свой эксперимент летом, а зимой тяготы этих людей ещё более усугубляются. В этом же предисловии Лондон писал:
Меня обвиняют в чрезмерно пессимистической оценке нынешнего положения дел в Англии. Должен сказать в своё оправдание, что я по природе самый что ни на есть оптимист. Но человечество для меня – не столько разные политические объединения, сколько сами люди.
Работая над очерками, автор прочитал сотни книг, брошюр, газет, журналов, протоколов заседаний парламента, судебных отчётов, что позволяет считать этот сборник очерков серьёзным социологическим исследованием.

## Издания
Впервые очерки были опубликованы в журнале «Уилшайрз Мэгэзин» за 1903 год (Wilshire’s Magazine издавался активистом Социалистической партии Америки Гэйлордом Уилшайром попеременно в Нью-Йорке и Торонто), в том же году сборник вышел отдельным изданием в Macmillan.
В 1954 году Государственное издательство художественной литературы выпустило собрание сочинений Джека Лондона в семи томах, 2-й том которого содержал сборник «Люди бездны» в переводе В. Лимановской с иллюстрациями А. Васина. В 1976 году в серии Библиотека «Огонёк» издательство «Правда» выпустило тринадцатитомное собрание сочинений Джека Лондона, 5-й том которого открывался сборником «Люди бездны» (также в переводе В. Лимановской, иллюстрации П. Н. Пинкисевича).

## Критика
Дариа Эва Станко в своём эссе о «Людях бездны», признавая социологическую ценность книги, одновременно считает, что автор всё же поддался искушению и допустил художественное преувеличение ужасов жизни Восточного Лондона начала XX века.
Кевин Свэффорд в своём труде об отражении в литературе классового строя Великобритании конца Викторианской эпохи посвятил отдельную главу «политике повествования» Джека Лондона, рассматривая его очерки в контексте американского национализма, социализма и литературного опыта в жанре авантюрного романа, во многом определяющих личность автора.